# 有馬英治
有馬 英治（ありま えいじ、1908年3月27日 - 1976年5月18日）は、日本の政治家。衆議院議員（3期）。

## 経歴
福岡県出身。慶應義塾大学経済学部卒業後、時事新報経済部記者を経て読売新聞政治部記者となる。
第21回衆議院議員総選挙で当選し護国同志会を経て無所属倶楽部に所属。政府提出の市町村制改正案に対して官僚の権力増強案だとして反対して議会に波乱をおこし、東條英機の怒りを買って指名召集を受け軍隊に強制入隊。のちに復員し、商工大臣秘書官、大蔵省委員、商工省委員。
戦後は推薦議員のため公職追放となり
、追放解除後は鳩山一郎の側近として活躍し、鳩山内閣で内閣総理大臣秘書官。第2次池田第1次改造内閣で運輸政務次官、次いで鉄道建設、九州地方開発各審議会委員。日本再建連盟常任理事、同情報部長、新党準備会事務長、日本民主党事務局長となる。
のち自由民主党で総務、副幹事長。他、観世音鉱業重役、九州化薬工業顧問、日本工業用水協会顧問を務めた。
1976年（昭和51年）4月30日、勲三等に叙され、旭日中綬章を受章する。
同年5月18日、死去した。68歳没。同月21日、特旨を以て位四級を追陞され、死没日付をもって従六位から従四位に叙された。